# جيمس تايلور (لاعب كريكت)
جيمس تايلور (بالإنجليزية: James Taylor)‏ (25 مايو 1846 - 16 أغسطس 1915) هو لاعب كريكت بريطاني (وحمل سابقاً جنسية المملكة المتحدة لبريطانيا العظمى وأيرلندا).

## وصلات خارجية
- جيمس تايلور على موقع إي آس بي آن كريك إنفو (الإنجليزية)